# グラビティ (ゲーム会社)
GRAVITY（グラヴィティ,グラビティ、NASDAQ: GRVY）は韓国のゲームソフト開発会社。

## 概要
2000年4月に設立され、MMORPG『ラグナロクオンライン』の成功を期に急成長を遂げた企業である。韓国企業では唯一NASDAQへ直接上場している企業でもある。
2005年8月31日、筆頭株主の金正律（キム・ジョンリュル）会長が本人と家族が所有する自社株52.4％（364万619株）をすべて、ソフトバンクの系列投資会社EZER社とテクノグルーヴ社に売却し、事実上ソフトバンク傘下となった。売却総額は約4000億ウォン（日本円で約400億円）。
2008年4月1日、ガンホー・オンライン・エンターテイメントが現物出資による第三者割当増資によりハーティス（ソフトバンク創業者孫正義の弟孫泰蔵が代表取締役社長を務める投資会社）から当社株式を52.4％（364万619株）取得し、当社はガンホー・オンライン・エンターテイメントの子会社となった。

## 沿革
- 1994年 - 金学規（キム・ハッキュ）により、同人ソフトサークル「Team Gravity」設立。
- 1995年 - MS-DOS用アクションRPG「Lars the Wonderer's」発売。
- 1997年 - 「ANT MAN 2」発売。
- 1998年 - 商業化により「Gravity soft」設立。
- 1999年 - Windows用RPG「アークトゥルス」をSonnoriと共同開発。
- 2000年4月1日 - 金正律（キム・ジョンリュル）を会長に迎えて株式会社「Gravity Corporation」設立。
- 2000年 - 李命進と「ラグナロク」のゲーム化の契約。
- 2000年12月 - 韓国でアークトゥルス発売
- 2001年3月 - ラグナロクオンライン アルファテスト
- 2001年7月 - ラグナロクオンライン 第3次アルファテスト
- 2001年11月1日 - ラグナロクオンライン朝鮮語サーバー ベータテスト
- 2001年11月24日 - ラグナロクオンライン日本語サーバー ベータテスト
- 2002年2月20日 - SunnyYNKと2005年7月までの独占配給権契約。三星電子と投資契約。これによってラグナロクオンラインの売上げの50％を支払うことになる。
- 2002年3月末 - 金学規（キム・ハッキュ）が社長辞任。三星電子から出向したJung Byung Gongが新社長に就任。
- 2002年5月20日 - Soft World Internationalとラグナロクオンライン中国語サーバーの契約。
- 2002年7月24日 - ガンホー・オンライン・エンターテイメントと日本国内独占配信・販売権の2006年8月31日までの有期契約を結ぶ。
- 2002年8月3日 - ラグナロクオンライン国際サーバー、ベータテストを中断して閉鎖
- 2002年8月 - ラグナロクオンライン朝鮮語サーバー 正式サービス開始
- 2003年2月 - ラグナロク原作者李命進と契約を締結。商品化に関する全権利を取得。
- 2003年4月28日 - ラグナロクオンライン国際サーバー、サービス再開。
- 2005年2月 - 米NASDAQに上場。
- 2005年3月30日 - 代表取締役社長がキム・ヒョングックからユン・ウンジンへ。
- 2005年8月31日 - 筆頭株主の金正律（キム・ジョンリュル）会長がソフトバンク系列2社に株式52.4％を売却。会長を辞任。新会長はテクノブラッド(ソフトバンク系列)の柳日栄(リュ・イルヨン)。
- 2005年10月 - ユン・ウンジン社長が辞任。柳日栄(リュ・イルヨン)が単独代表に。
- 2005年10月 - 金正律(キム・ジョンリュル)前会長を資金流用の疑いで刑事告訴[1][2]。
- 2005年11月 - ユン・ウンジン前社長がグラビティを名誉毀損で提訴。
- 2006年4～12月 - 計17.75％の株式を有する2社を主とする少数株主公正委員会が、事業展開の検討、資料開示、経営陣解任などの要求を行う。
- 2007年4月25日 - 韓国での「ローズオンライン・エボリューション」の運営を終了。日本国内においては、全権利をフェイス社へ売却し、開発もフェイス社が引き継ぐ。（現在は「ローズオンライン・レジェンド」として運営中）
- 2008年4月1日 - ガンホー・オンライン・エンターテイメントが第三者割当の方法によりハーティス（ソフトバンク創業者孫正義の弟孫泰蔵が代表取締役社長を務める投資会社）を割当先として当社の普通株式を現物出資財産とした新株式の発行を行い、当社株式を52.4％（364万619株）取得。当社はガンホー・オンライン・エンターテイメントの子会社となった[3]。
- 2008年6月10日 - 会長兼CEO柳日栄が退任し理事に、新CEOにカン・ユンソクが就任、ガンホー取締役の北村佳紀が共同COOに昇格する役員人事を発表[4]。

## 主な作品
※年代は、オンラインサービスの場合は一般ユーザーによるプレイアブルテスト開始年のもの。
- 『アークトゥルス』（2000年）- 日本では2003年に日本ファルコムがローカライズ販売
- 『ラグナロクオンライン』（2001年） - 日本ではガンホー・オンライン・エンターテイメントが運営するMMORPG
- 『グラビティモバイル』シリーズ（2003年～） - 携帯アプリゲームサービス
  - 『ラグナロクモバイル』シリーズ
    - カプラクエスト　(2003年)
    - マジシャン編　(2004年)
    - マーチャント編　(2004年)
    - シーフ編　(2005年)
    - ソードマン編　(2005年)
    - アコライト編　(2005年)
    - アーチャー編　(2005年)

  - 『モンスターファーム』 (2005年)
  - 『ラグナロクタクティクス　ラグナロクモバイル』 (2005年)
  - 『ラグナロクIIモバイル VEREIN』 (2005年)
  - 『ラグナロクPUZZLING』 (2006年)
  - 『Lars The Wanderer 1・2・3』 - MS-DOS用アクションRPGのリメイク作品。
  - Alen Story
  - ASTROCOUNER OF CRESCENTS
  - DANGEROUS GIRL
  - Pee & Gity
  - AVATAR 369
  - 緊急出動119
  - 達磨が遊ぼう
  - Violet nexus
- 『ラグナロクTCG』（2006年） - オンラインカードゲーム。日本ではネットマーブルが運営する
- 『ラグナロクオンラインII』（2006年）- 日本ではガンホー・オンライン・エンターテイメントが運営する予定のMMORPG
- 『ラグナロクオンラインIII』（2008年）- 開発中。
- 『ペーパーマン』 - FPS　2005年に金正律前会長が辞任前に権利を再取得しており、現在はサイカンに移管している。
- 『スタイリア』（2007年） - アバターゲーム
- 『レクイエムオンライン』（2007年） - MMORPG

パブリッシング
- 『TIME N TALES』(開発：NDoors) - MMORPG
- 『ローズオンライン (R.O.S.E.ONLINE)』（開発：Triggersoft）（2004年） - 日本ではフェイス→SeedC→ローズオンラインジャパン→ローズオンラインマネジメントチームが運営しているMMORPG
  - 『ローズオンライン・レジェンド』 - ローズオンラインに改良を加えたMMORPG。2007年4月25日をもって韓国でのサービスを終了。日本国内は継続。
- 『エミル・クロニクル・オンライン』（開発：ヘッドロック） - MMORPG。日本ではガンホー・オンライン・エンターテイメントが運営。

## その他
- 社名がGRAVITY（和訳で重力）であることから、ネット上で「重力」と呼ばれたり、社員が「重力星人」と自称することもある。